# STS-38
STS-38は、アトランティスを用いた、アメリカ航空宇宙局のスペースシャトル計画のミッションである。37回目のスペースシャトルの打上げとなり、アメリカ国防総省の極秘のペイロードを運んだ。アトランティスの7回目の飛行であり、アメリカ国防総省のための作業を行ったのも7回目である。4日間で地球を79周し、200万マイル以上を飛行した。アトランティスは、ケネディ宇宙センターNASAシャトル着陸施設の第33滑走路に着陸した。打上げはもともと1990年7月に予定されていたが、STS-35のカウントダウン中、コロンビアの水素漏れが発見されたことから、延期された。オービタ整備施設への引き上げ中、雹の嵐により、機体は損傷を受けた。ペイロードの問題のため、結局打上げは1990年11月15日に行われた。打上げ窓は18:30(EST)から22:30(EST)の間で、18:48(EST)に行われた。

## 乗組員
- 船長：リチャード・コヴィー (3度目)
- 操縦士：フランク・カルバートソン（英語版） (1度目)
- ミッションスペシャリスト1：カール・ミード (1度目)
- ミッションスペシャリスト2：ロバート・スプリンガー（英語版） (2度目)
- ミッションスペシャリスト3：チャールズ・ゲーマー（英語版） (1度目)

| 座席 | 打上げ時       | 着陸時         | 座席1-4はフライトデッキ、座席5-7はミッドデッキ |
| S1   | コヴィー       | コヴィー       | 座席1-4はフライトデッキ、座席5-7はミッドデッキ |
| S2   | カルバートソン | カルバートソン | 座席1-4はフライトデッキ、座席5-7はミッドデッキ |
| S3   | ミード         | ゲーマー       | 座席1-4はフライトデッキ、座席5-7はミッドデッキ |
| S4   | スプリンガー   | スプリンガー   | 座席1-4はフライトデッキ、座席5-7はミッドデッキ |
| S5   | ゲーマー       | ミード         | 座席1-4はフライトデッキ、座席5-7はミッドデッキ |

## 準備と打上げ

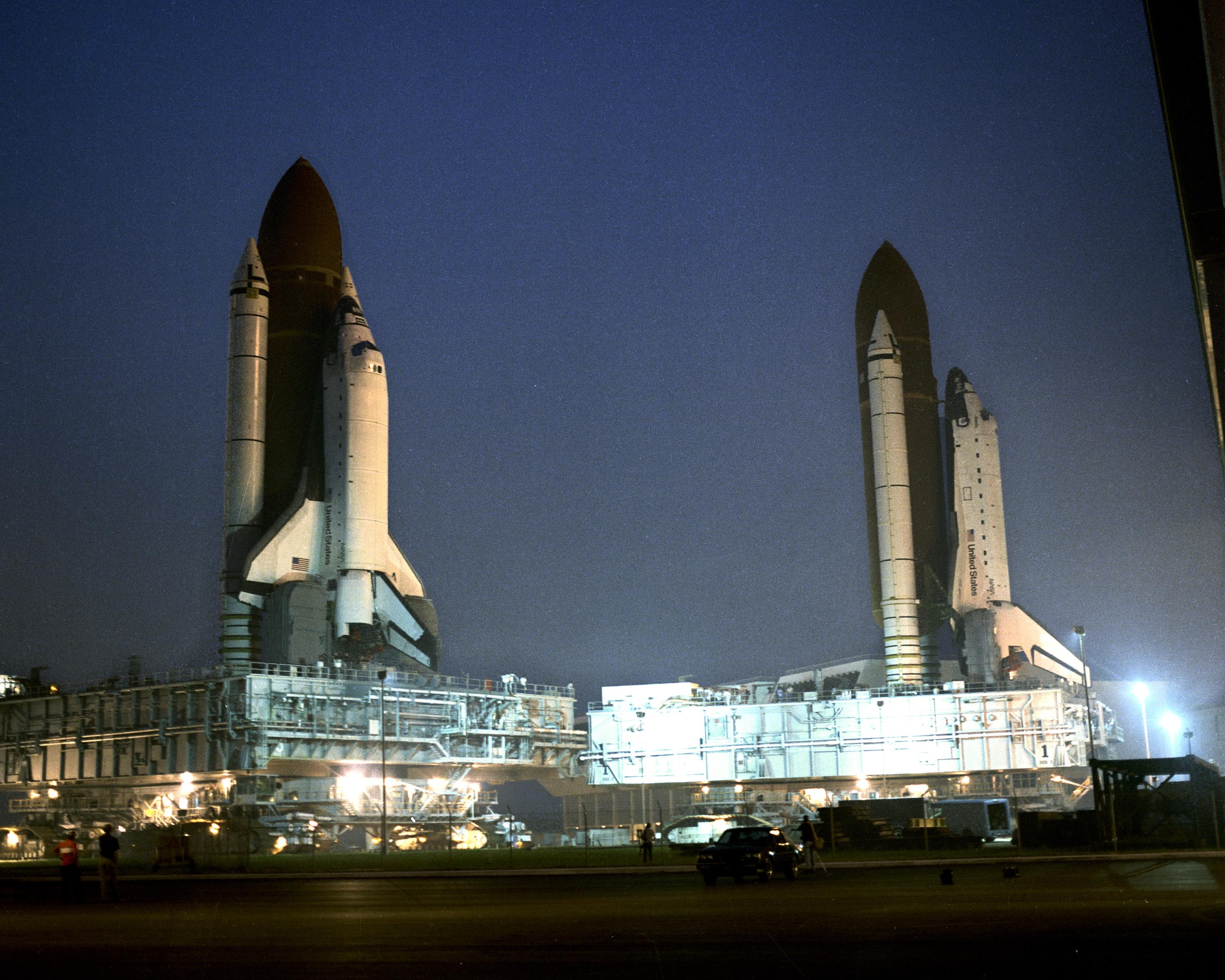
アトランティス（右）とコロンビア

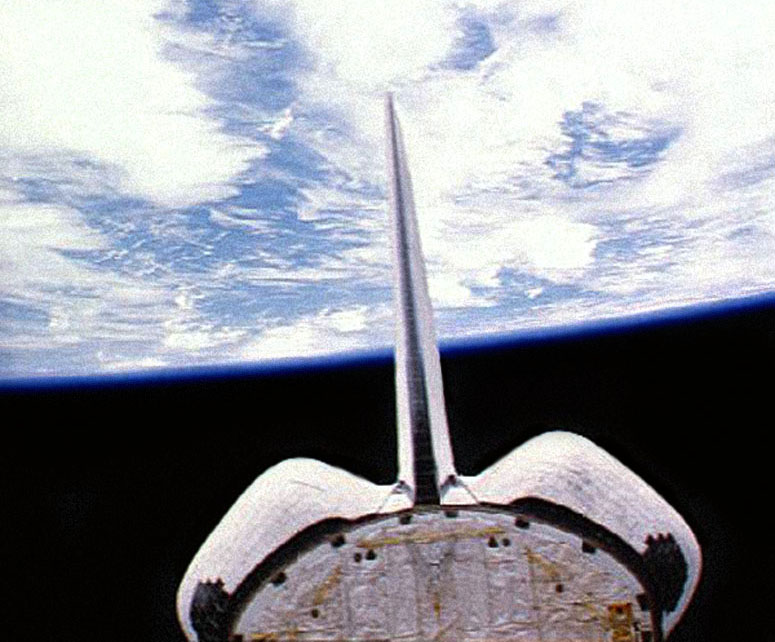
軌道上のアトランティス

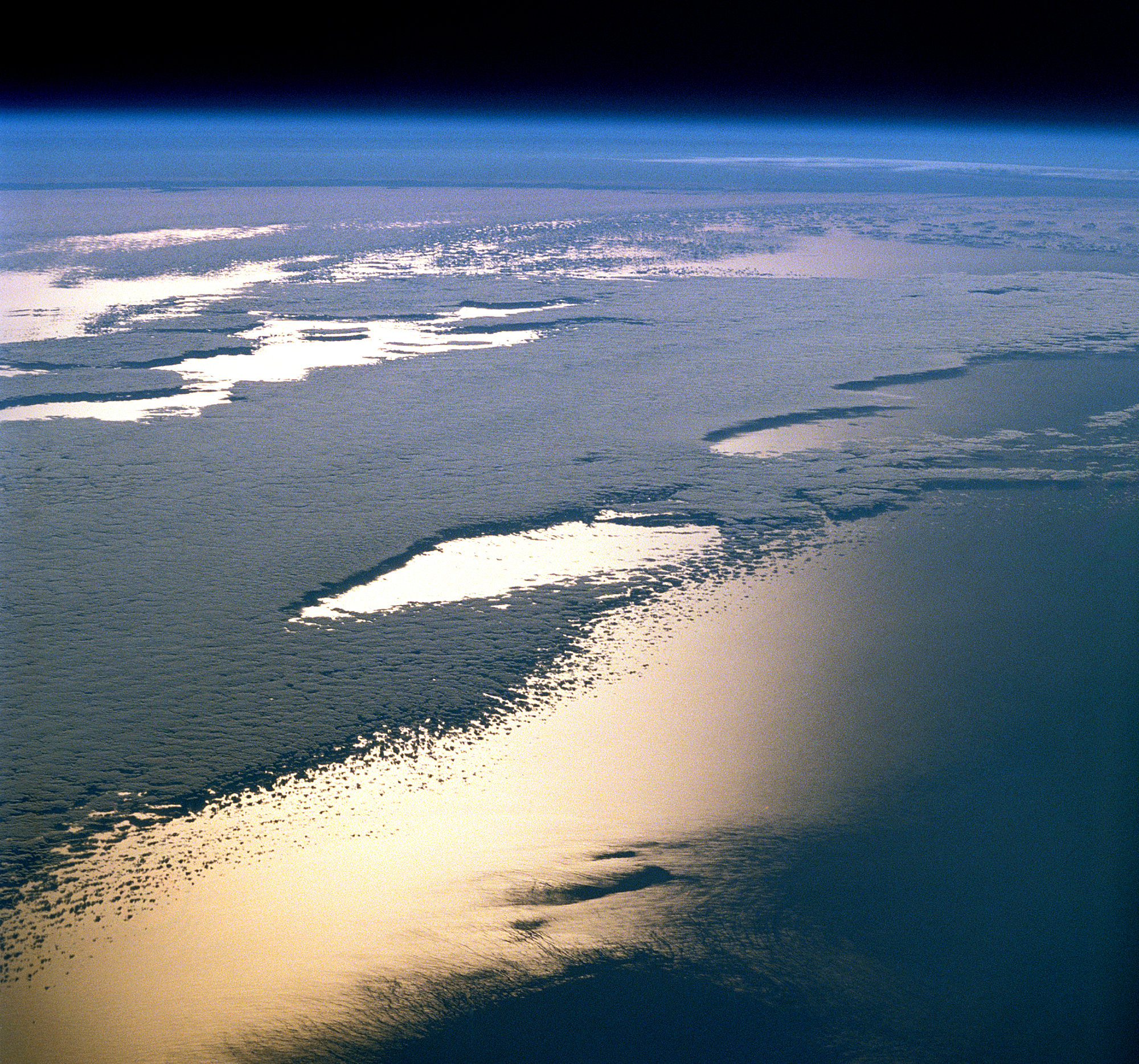
海上の日の出

打上げは1990年11月15日18:48:13(EST)に行われた。元々は1990年7月に予定されていたが、STS-35のカウントダウン中に液体水素の漏れが発見され、6月13日から7月25日まで、第29発射台で、3つの予備タンクのテストが行われた。その結果、外部燃料タンクとオービタの間の外部燃料タンク側で432 mmの水素燃料漏れを確認し、すぐにケーブルから外された。発射台は修理ができず、アトランティスは8月9日にオービタ整備施設に引き上げられた。この途中、コロンビアがSTS-35のために発射台に異動されるまでの間、約1日間にわたり、スペースシャトル組立棟の屋外に停められた。この間に雷嵐が襲い、雹でタイルが損傷した。オービタ整備施設での修理の後、アトランティスは10月2日にスペースシャトル組立棟に移された。吊上げ作業中に、オービタの後方区画から取り外されていたプラットフォームビームが落下し、わずかな損傷が生じ、修復された。10月12日に発射台Aに移され、10月24日に4つ目のタンクのテストが行われ、水素や酸素の漏れは検出されなかった。飛行準備完了確認審査において、打上げ日は1990年11月9日に設定されたが、ペイロードの問題により11月15日に延期された。11月15日の18:30(EST)から22:30(EST)の間の打上げ窓で打上げが行われた。

## 極秘のペイロード
Aviation Weekによると、当初は204 km×519 km、軌道傾斜角28.45°の軌道に入った。その後、3度に渡りスペースシャトル軌道制御システムが点火された。最初の点火により、519 kmの円形軌道に入った。
1つ目の極秘のペイロードにはUSA-67というコードネームが付けられ、7周目にアトランティスのカーゴベイから展開され、8週目の昇交点でロケットモータに点火して静止トランスファ軌道まで移動した。Aviation Weekは、USA-67は静止軌道上で電子諜報活動を行う衛星で、1990年の湾岸戦争中の動きをモニターするために打ち上げられたと報じている。STS-38の2つの上段に搭載されたことで、当初は、2段の慣性上段ロケットで打ち上げられたSTS-51-CやSTS-33の時と同様にマグナムであると信じられていた。今日では、STS-28やSTS-53で展開されたものと同様のSDS-2軍事通信衛星であると信じられている。
また、USA-67はSTS-38で展開された唯一の人工衛星ではないと信じられている。一般に公開されたアトランティスの垂直尾翼と船橋楼後端隔壁の画像は、STS-53の時の画像と似ており、慣性上段ロケットの機上支援器材は空であったことが確認される。これは、PAM-Dモジュールを用いて、2つの別の衛星が展開されたと説明される。アマチュア観測者により「未知の」静止衛星が特定されたという噂では、他国の静止衛星を秘かに監視するプロウラーとして知られるステルス人工衛星だと言われている。

## 着陸
着陸予定地点であったエドワーズ空軍基地の強い横風のため、ミッションは1日延期された。不利な条件は継続し、着陸地点をケネディ宇宙センターに変更する決定がなされ、1990年11月20日16:42:42(EST)にケネディ宇宙センターの第33滑走路に着陸した。ロールアウト距離は2,753 mで、ロールアウト時間は57秒間であった。ケネディ宇宙センターへのアトランティスの着陸は初めてであり、また1985年4月のSTS-51-D以来、スペースシャトルの着陸自体が久しぶりのことであった。着陸時の重量は、86,677 kgであった。